# Kalle Ankas Pocket 60: Stål-Kalle övervinner allt
Stål-Kalle övervinner allt är Kalle Ankas Pocket nummer 60 och publicerades 1984.
Pocketen är utgiven av Hemmets Journals förlag i Malmö och översatt av Ingrid Emond.

## Innehåll

### Stål-Kalle Superstar
Det nya rockbandet "Stål-Kalles Rockband" har fått en hit i Ankeborg med rocklåten "Skarprättarrock". Kalle är förstås missnöjd över att någon tjänar pengar på hans hemliga identitet, Stål-Kalle. Det är förstås Joakim von Anka som ligger bakom. När bandet spelar i Ankeborg är alla övertygade om att det är den verklige Stål-Kalle som har ett band. Kalle bestämmer sig för att tvinga Joakim att betala tillbaka alla pengar han tjänat på Stål-Kalle.

### Stål-Kalle sätts på prov
Joakim von Anka och von Pluring har lämnat in varsitt förslag till bygget av nytt rådhus i Ankeborg. Von Pluring fejkar ett inbrott hemma hos sig och får det att se ut som att Joakim är den skyldige. Stål-Kalle ingriper för att ställa allt till rätta.

### Stål-Kalle och månstrålemannen
Kalle vaknar på morgonen och upptäcker att han har Stål-Kalle-kostymen på sig. Oppfinnar-Jocke tror att det är månstrålarna som lyser in genom fönstret som får honom att gå i sömnen om nätterna. När Joakim von Anka kommer hem till Kalle är han strålande glad över att få berätta att en "anonym" person har angett von Pluring för skattefusk. Med von Pluring i finkan kan han inte bjuda över Joakim von Anka vid morgondagens auktion på Ankeborgs soptipp, där Joakim tror att det finns olja.

### Lastbilfällan
Joakim oroar sig över säkerheten för sina 18 ton guld och bestämmer sig för att skaffa en lastbil som kan köra iväg allt guld ned till hamnen, där det kan lastas ombord på ett av hans fartyg.

### Stål-Kalle och rock-kungen
I Ankeborg är det inte längre någon som bryr sig om Stål-Kalles bedrifter och mest populärt nu är rockbandet Crock som alltid uppträder i mask. Deras konsert i Ankeborg blir utsåld men när konsertbesökarna kommer hem upptäcker de att deras hem har länsats av inbrottstjuvar. Vid nästa konsert vakar Stål-Kalle med skarp blick över Ankeborg för att upptäcka inbrottstjuvarna; när konsertbesökarna kommer hem är hemmen länsade.
Samma sak händer kväll efter kväll. Kalle går själv på konserten och slås av att alla konsertbesökare har stora väskor fyllda med grejor med sig. Snart är saken klar: de starka ljusen hypnotiserar besökarna och bakom rockgruppens masker finns förstås Björnligan.

### Stål-Kalle och de präktiga pojkarna
Farmor Anka blir utpressad av två skurkar som kallar sig "Präktiga pojkar".

### Stål-Kalle och telefonavlyssningarna
Farbror Joakim och Kalle har varit ute och rest för att inspektera Joakims plantager. På planet hem blir de utkastade - i cockpiten sitter Björnligan som lämnar dem på en öde ö ute i havet. Nu kan inte Joakim komma till Ankeborg i tid för att vara med på auktion där en till synes värdelös markbit ska säljas.

## Tabell
| Serienummer | Namn                                       | Ritad av                       | Manus                                  | Originaltitel                              |
| ----------- | ------------------------------------------ | ------------------------------ | -------------------------------------- | ------------------------------------------ |
| 1           | Stål-Kalle Superstar                       | Navarrini                      | Gabriella Damianovich                  | Paperinik superstar                        |
| 2           | Stål-Kalle sätts på prov                   | Giuseppe Perego, Massimo Dotta | Alberto Setzu, cèsar, Vittorio Pavesio | La grande prova di Paperinik               |
| 3           | Stål-Kalle och månstrålemannen             | Massimo De Vita                | Guido Martina                          | Paperinik e il signore del raggio di luna  |
| 4           | Lastbilsfällan                             | Sandro Del Conte               | Guido Martina                          | Paperinik e i tiri birboni del TIR         |
| 5           | Stål-Kalle och rock-kungen                 | Massimo De Vita                | Giorgio Pezzin                         | Paperinik contro i re del Rock             |
| 6           | Stål-Kalle och de präktiga pojkarna        | Giulio Chierchini              | Gian Giacomo Dalmasso                  | Paperinik e la banda dei "bravi ragazzi"   |
| 7           | Plågad av sömnlöshet                       | Al Taliaferro                  | Bob Karp                               | —                                          |
| 8           | Stål-Kalle och telefonavlyssningarna del 1 | Massimo De Vita                | Guido Martina                          | Paperinik e le intercettazioni telefoniche |
| 9           | Stål-Kalle och telefonavlyssningarna del 2 | Massimo De Vita                | Guido Martina                          | Paperinik e le intercettazioni telefoniche |
| 10          | Kalle har telefonbekymmer                  | Tony Strobl                    | ?                                      | Hold The Phone                             |